# Erich Nitzschmann
Erich Nitzschmann (* 13. Februar 1901 in Danzig; † 16. Januar 1980 in Potsdam) war ein deutscher Kameramann.

## Leben
Er begann am 15. Februar 1916 eine Ausbildung zum Kameraassistenten bei der Decla-Bioscop, der Vorgängerin des Filmstudios Babelsberg, die er am 15. Dezember 1919 abschloss. Bis zum 1. September 1920 war er Kameraassistent, danach bis 1925 zweiter Kameramann.
Nitzschmann war in dieser Funktion an vielen bedeutenden Produktionen jener Zeit beteiligt, darunter Dr. Mabuse, der Spieler, Die Nibelungen, Metropolis und Der letzte Mann. In Fritz Langs Der müde Tod zeichnete er für die Aufnahmen im altdeutschen Teil verantwortlich.
Ab 1926 war er Chefkameramann, konnte sich aber nicht profilieren und arbeitete ab 1930 bis zum 31. August 1941 bei der Tobis wieder als Kameraassistent, lediglich 1936 war er einer von vielen Kameraleuten, die Leni Riefenstahl für ihren Zweiteiler Olympia zur Verfügung standen.
Ab September 1941 war er wieder eigenständiger Kameramann bei der Tobis, bis er im März 1944 als Kraftfahrer zur Luftwaffe eingezogen wurde. Er geriet in amerikanische Kriegsgefangenschaft, aus der er im Juli 1945 entlassen wurde.
Nitzschmann trat 1946 in die Dienste der kurz zuvor gegründeten DEFA. Er filmte Beiträge für ihre Wochenschau Der Augenzeuge und erhielt dafür am 25. Mai 1951 mit anderen den ersten Heinrich-Greif-Preis I. Klasse. Es folgten zahlreiche Dokumentarfilme, die ganz im Zeichen der Staatsideologie standen und besonders SED-Parteitage, Jugendtreffen, Staatsakte und staatlich gelenkte Massendemonstrationen zeigten. Bis 1960 drehte er über 25 Filme dieser Art.
Anschließend arbeitete er wieder als Wochenschaukameramann und gehörte dem Kollektiv an, das für Aufnahmen beim Staatsrat der DDR zuständig war. 1965 schied er wegen Invalidität aus der DEFA aus.

## Filmografie
| - 1921: Der müde Tod - 1921: Der Mord in der Greenstreet - 1925: Zur Chronik von Grieshuus - 1926: Der Student von Prag - 1927: Pique Dame - 1927: Das Geheimnis des Abbé X - 1928: Die letzte Galavorstellung des Zirkus Wolfsohn - 1928: Ihr dunkler Punkt - 1929: Polizeispionin 77 - 1929: Die Frau ohne Nerven - 1936/38: Olympia (2 Teile) - 1942: Symphonie eines Lebens - 1942: Lache Bajazzo - 1942: Zwei in einer großen Stadt - 1942: Meine Freundin Josefine - 1943: Tolle Nacht - 1943: Ein glücklicher Mensch | - 1944: Das Leben ruft - 1946: Berlin im Aufbau - 1946: Einheit SPD-KPD - 1950: Immer bereit - 1951: Freundschaft siegt - 1951: Wilhelm Pieck – Das Leben unseres Präsidenten - 1952: Blaue Wimpel im Sommerwind - 1953: Das Lied der Ströme - 1954: Ludwig van Beethoven - 1954: Die große Initiative - 1955: Begegnungen mit Wilhelm Pieck - 1955: Musik, Musik, Musik - 1955: Wir tragen die Gewehre - 1956: Der Dresdner Kreuzchor - 1956: Der IV. Parteitag - 1957: Märkische Novelle - 1958: Hoffmanns Erzählungen - 1959: Interview mit Berlin |